# Immune Epitope Database
Die Immune Epitope Database (IEDB) ist eine Datenbank für veröffentlichte Epitope von T-Zellen und B-Zellen sowie für Bindungseigenschaften von Antigenen an MHC-Komplexe.
Sie wird vom La Jolla Institute for Allergy and Immunology (LIAI) in Kalifornien betrieben und vom National Institute of Allergy and Infectious Diseases (NIAID), dem National Institutes of Health (NIH) und dem United States Department of Health and Human Services (HHS) mitfinanziert. Die Datenbank ist eine Zusammenlegung der Datenbanken FIMM (Brusic), HLA Ligand (Hildebrand), TopBank (Sette), und MHC binding (Buus).
Der Fokus liegt dabei auf den vom NIAID definierten neu- und wiederauftretenden Krankheitserregern sowie auf sicherheitsrelevanten Erregern. Daneben werden auf der Seite Programme zur Analyse von Epitopen und zur Vorhersage der MHC-Bindung angeboten.